# Episodi di Resurrection (prima stagione)
La prima stagione della serie televisiva Resurrection è stata trasmessa in prima visione assoluta negli Stati Uniti da ABC dal 9 marzo al 4 maggio 2014.
In Italia la stagione è trasmessa in prima visione in chiaro da Rai 2 dal 12 maggio 2014.
| nº | Titolo originale     | Titolo italiano          | Prima TV USA   | Prima TV Italia |
| -- | -------------------- | ------------------------ | -------------- | --------------- |
| 1  | The Returned         | Tornato                  | 9 marzo 2014   | 12 maggio 2014  |
| 2  | Unearth              | Dissotterrare            | 16 marzo 2014  | 12 maggio 2014  |
| 3  | Two Rivers           | Due fiumi                | 23 marzo 2014  | 12 maggio 2014  |
| 4  | Us Against the World | Noi contro il mondo      | 30 marzo 2014  | 19 maggio 2014  |
| 5  | Insomnia             | Insonnia                 | 6 aprile 2014  | 19 maggio 2014  |
| 6  | Home                 | Casa                     | 13 aprile 2014 | 19 maggio 2014  |
| 7  | Schemes of the Devil | Gli intrighi del Diavolo | 27 aprile 2014 | 26 maggio 2014  |
| 8  | Torn Apart           | Separazione              | 4 maggio 2014  | 26 maggio 2014  |